# Орден «Парасат»
Орден «Парасат» (каз. Парасат ордені, дословный перевод: Орден Благородства) — орден Республики Казахстан, был учреждён Законом от 1 апреля 1993 года за № 2069-XII «О государственных наградах Республики Казахстан». По состоянию на 2023 год действует Закон Республики Казахстан от 12 декабря 1995 года № 2676 «О государственных наградах Республики Казахстан».
Орденом «Парасат» награждаются деятели науки и культуры, литературы и искусства, государственные и общественные деятели, а также граждане, внёсшие большой личный вклад в развитие и умножение духовного и интеллектуального потенциала Республики, либо за активную деятельность по защите прав человека и его социальных интересов.
Орден не имеет степеней.

## Описание
Знак ордена изготовлен из позолоченного серебра методом цельноштамповки. 
Знак представляет собой восьмиконечную звезду, концы образованы тремя двугранными лучами, средний из которых немного длиннее крайних; между концами звезды небольшой двугранный лучик. 
Центральный медальон в виде геометрического узора: в центре прямоугольный ромб, от граней которого отходят по два двугранных луча; от углов ромба — треугольные двугранные фигуры. Медальон окружён каймой зелёной эмали с надписью по кругу снизу: «ПАРАСАТ» и тремя ромбиками по кругу вверху. Кайма окружена парными треугольными лучиками, направлеными на концы звезды.
Знак ордена при помощи переходного звена в виде элемента казахского орнамента подвешен к орденской шестиконечной колодке, обтянутой орденской лентой.
Орденская лента шёлковая муаровая цвета государственного флага Республики Казахстан с тремя жёлтыми полосками посередине, где центральная полоска шире крайних.
Автор Ордена «Парасат» — архитектор Базарбаев Суйерхан Оспанбекович.

## Орденская монета
В 2009 году Национальным банком Республики Казахстан выпущена в оборот памятная монета с изображением знака ордена «Парасат», номиналом 50 тенге из медно-никелевого сплава.

## Галерея

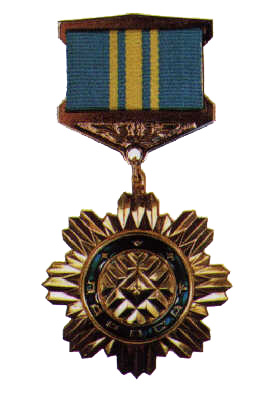
Знак ордена первого типа (до 1998 года)
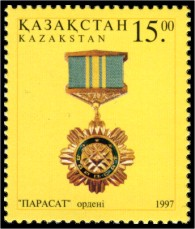
Знак ордена первого типа на почтовой марке Казахстана 1997 года
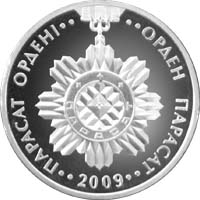
Монета с изображением знака ордена номиналом в 50 тенге

## Награждённые
14 марта 2018 года, во время государственного визита президента Таджикистана Эмомали Рахмона в Казахстан, ему был вручен орден Парасат. 
- Биографии некоторых награждённых орденом Благородства